# Lipotriches aureobalteata
Lipotriches aureobalteata är en biart som först beskrevs av Cameron 1902.  Lipotriches aureobalteata ingår i släktet Lipotriches och familjen vägbin. Inga underarter finns listade i Catalogue of Life.